# Arco de poleas

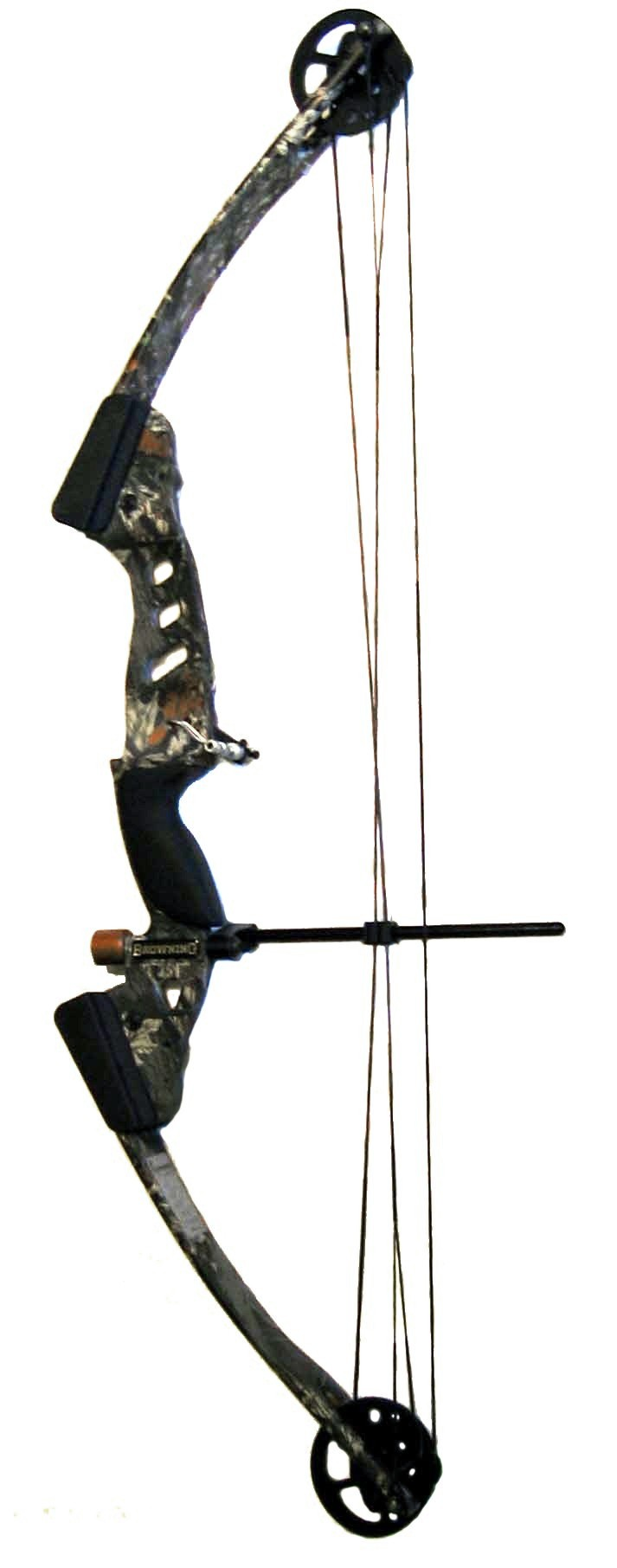
Un arco de poleas Browning.

El arco de poleas es un arco moderno que en los extremos de las palas tiene poleas por las que pasa la cuerda del arco. Se le suele llamar también «arco compuesto» por traducción de su nombre en inglés, Compound bow, pero en realidad este término es erróneo pues el verdadero arco compuesto (en inglés Composite bow) es mucho más antiguo y no usa poleas. Si se le llama «compuesto» es porque su cuerpo está compuesto por láminas de madera, hueso y tendones, una técnica de construcción de arcos que ya tiene varios miles de años de antigüedad. Los arcos de poleas, en cambio, fueron desarrollados y patentados por Holless Wilbur Allen en los Estados Unidos en los años 1960 y se han ido haciendo cada vez más populares, tanto en tiro con arco deportivo como en cacería.

## Mecánica y funcionamiento del arco de poleas
Como el arco se tensa con la ayuda de las poleas, que son excéntricas, reduce a su vez la cantidad de fuerza que se necesita para completar la apertura del arco. Se ven poco afectados por los cambios de temperatura y humedad, y proporcionan mayor precisión, aceleración y distancia en comparación con el arco convencional. A diferencia de los arcos convencionales, que por lo general están hechos de madera (arcos monolíticos) o de madera laminada con otros materiales (arcos compuestos), los arcos de poleas están a menudo fabricados con aluminio y materiales compuestos.
Conforme se extiende la única cuerda convencional, el radio de las poleas y la tensión van en aumento, hasta que vuelven a disminuir, permitiendo un tiempo relajado para la puntería y el disparo. En la descarga, la cuerda se acelera rápidamente. Existen ventajas mecánicas para las poleas:
- Al llegar la cuerda al máximo de lo que se puede estirar, las poleas han disminuido la tensión inicial y de este modo se facilita la acción de apuntar.
- Las poleas permiten al arquero tensar un arco con una mayor potencia para curvarlo que la que ellos podrían desarrollar con un arco convencional solo con su fuerza (hoy en día habría muy pocas personas que podrían disparar con exactitud solamente utilizando su fuerza con las cuerdas de los arcos largos encontrados en el Mary Rose).
- La cuerda sigue acelerando la flecha desde su liberación hasta el punto de inicio, consiguiendo más fuerza y por tanto más velocidad.

Los arqueros, en las competiciones de tiro con arco de hoy en día, por lo general, se valen de la ayuda de un disparador, cuyo uso mantiene la cuerda en el mismo plano, a diferencia de lo que ocurre al usar los dedos. Esta ayuda fija la cuerda del arco y permite al arquero liberar la cuerda con una pulsación del mecanismo.

## Tipos de arcos de poleas

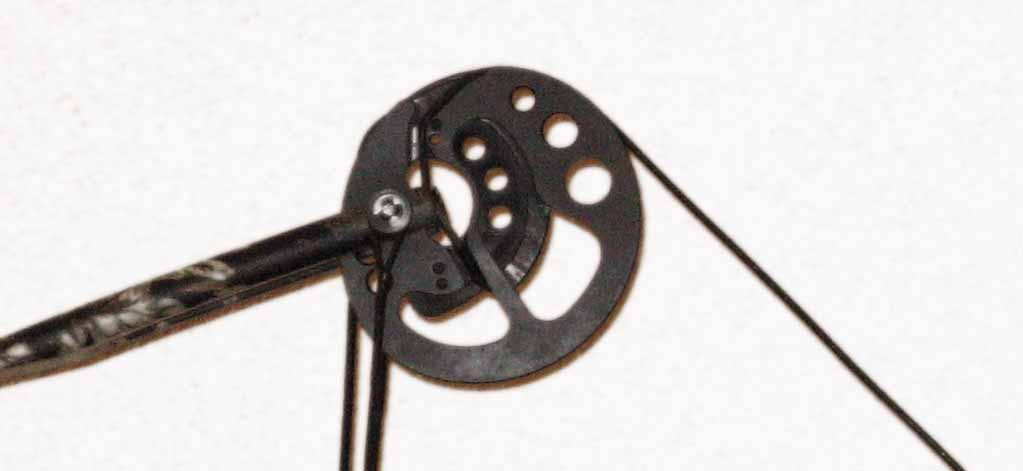
Detalle de una polea.

### Según el tipo de cuerpo

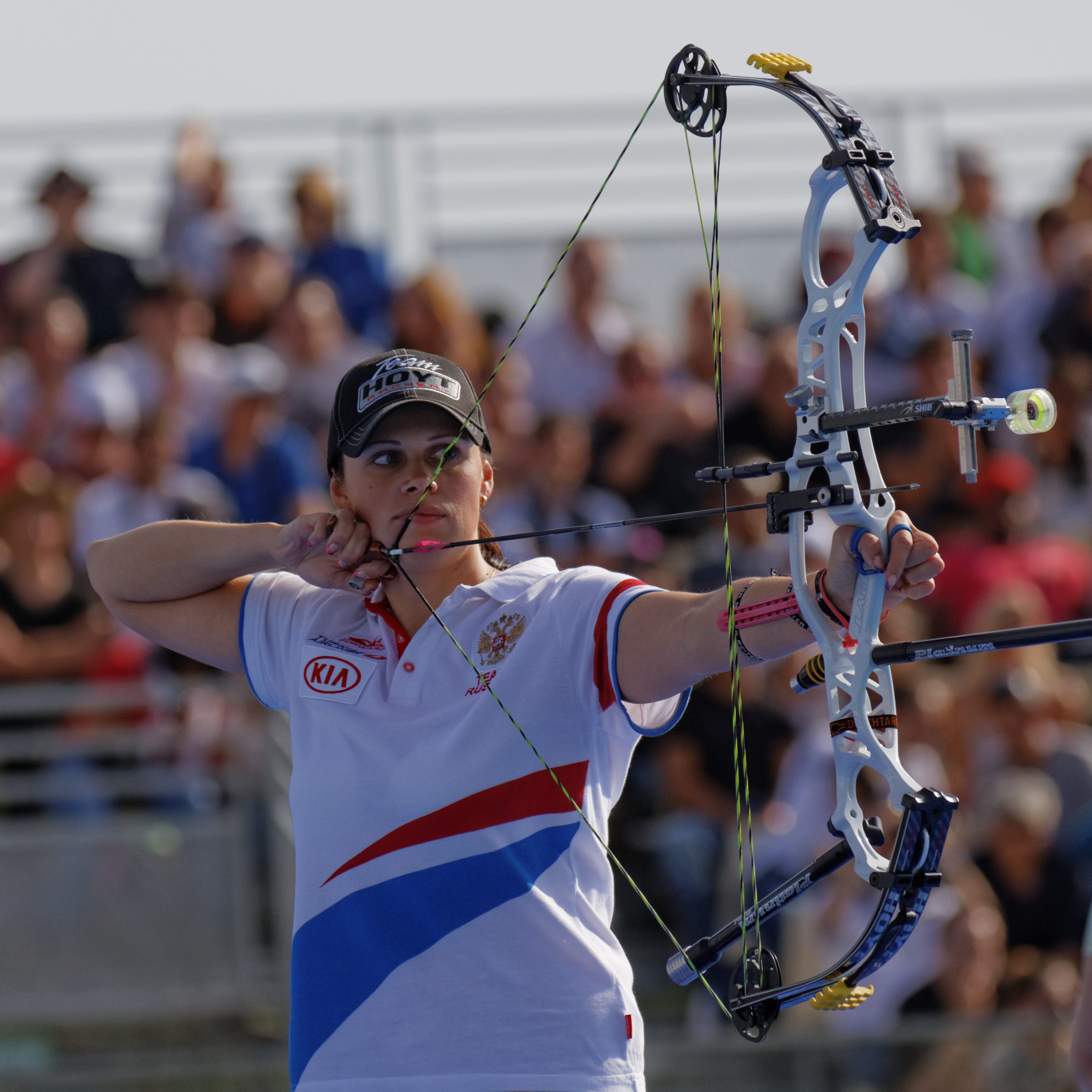

Atendiendo al tipo de cuerpo (parte central del arco, por donde se realiza el agarre) los arcos de poleas pueden clasificarse en:
Deflexos: también llamados cóncavos. Se trata de un cuerpo cuyo punto de apoyo de la mano se encuentra por delante del eje que une las bases de las cunas donde las palas, conocidas como "mortajas", se unen al cuerpo. Cuentan con características en su favor, como las de ser los arcos más fiables, precisos y silenciosos al mismo tiempo, siendo además los más idóneos para aquellos tiradores que usan los dedos para realizar los disparos. Y en su detrimento, las de ser los que menor cantidad de energía transmiten a la flecha. La distancia entre la cuerda y el punto de perno debe estar comprendida entre las 9 y 11 pulgadas.
Rectos o neutros: en este tipo de arcos el eje que une las bases de las palas pasa justo o aproximadamente por el punto donde se apoya la mano en la empuñadura del arco. Las características son intermedias entre las de los otros dos tipos. La distancia entre la cuerda y el punto de perno debe estar entre las 8 y 9 pulgadas.
Reflexos: también llamados convexos. En esta ocasión la posición de la mano en el cuerpo del arco está por detrás del eje que une los encastres, esto es, los puntos donde se insertan los tornillos de las palas. Cuentan con la posibilidad de enviar mayor cantidad de energía a la flecha que los otros dos diseños de cuerpo, pero se necesita mucha experiencia en tiro para hacerse con ellos puesto que suelen ser muy inestables; a cualquier movimiento extraño en la suelta le corresponde una descompensación en la salida de la flecha, y tienen tendencia a ser algo ruidosos.

### Según el tipo de poleas
Según el tipo de poleas que lleven, los arcos de poleas se clasifican en:
Arco de polea redonda (en inglés round wheels): estas poleas son de forma redonda, tanto la parte destinada al cable como la de la cuerda. Por su forma son las más suaves de abrir; los arcos que portan estas poleas son los más silenciosos y fiables, pero son las que menos energía transmiten a la flecha. Es el tipo de poleas con el que los arcos de iniciación (de poleas) vienen provistos. Es la polea que más se suele utilizar en los arcos de precisión. En los arcos de concepción económica están confeccionadas en teflón, pasando a ser de aluminio en los de energy wheels.
Arco de polea energética (en inglés energy wheels): en estas poleas el módulo de la cuerda sigue siendo redondo, pero el destinado al cable tiene forma oblonga; tiene la misma forma que se obtendría al cortar un balón de rugby en su centro y a lo largo del mismo. Este tipo de polea transmite más energía a la flecha que la anterior, mientras que conserva muchas de las propiedades de las levas speed cam redondas.
Arcos con poleas speed cam: son las que cuentan con el diseño más radical de todos los tipos de poleas de levas. En ellas tanto el módulo destinado al cable como el de las poleas son de forma oblonga; de este modo almacenan el máximo de energía en las palas para posteriormente lanzar la flecha a gran velocidad. Tienen en detrimento que son muy ruidosas, por su forma son duras de tensar y difíciles de ajustar. Se debe tener sobre ellas una constante vigilancia pues se suelen llegar a desincronizar. Es muy aconsejable que con los arcos que posean este tipo de poleas se utilicen disparadores mecánicos.
Arcos con poleas one cam: es la combinación de una polea excéntrica y una rueda céntrica. De este tipo de sistema se está dotando últimamente a los arcos de nueva concepción. En ellos la cuerda hace la vez de cable al pasar por la rueda céntrica, dejando el uso de la polea para el otro cable. Una de las ventajas que aporta este sistema es el de despreocuparse del ajuste de sincronía en la apertura de las dos poleas.
- Datos: Q653015
- Multimedia: Compound bows / Q653015